# ذا ديلي دوت
ذا ديلي دوت (بالإنجليزية: The Daily Dot)‏ هي شركة وسائط رقمية تغطي ثقافة الإنترنت والشبكة العنكبوتية العالمية. أسسها نيكولاس وايت في عام 2011، ويقع المقر الرئيسي لصحيفة ديلي دوت في أوستن، تكساس.

## وصلات خارجية
- الموقع الرسمي
- Kernel
- VIP Voices